# Joe Musgrove
Joseph Anthony Musgrove (El Cajon, 4 dicembre 1992) è un giocatore di baseball statunitense che gioca nel ruolo di lanciatore per i San Diego Padres della Major League Baseball (MLB).

## Carriera
Musgrove fu scelto dai Toronto Blue Jays nel primo giro come 46ª scelta assoluta durante il draft 2011.. 
Dopo avere giocato nelle minor league, il 20 luglio 2012 fu scambiato con gli Houston Astros assieme a Francisco Cordero, Ben Francisco, Asher Wojciechowski, David Rollins e Carlos Pérez per J.A. Happ, Brandon Lyon e David Carpenter.
Musgrove debuttò nella MLB il 2 agosto 2016, al Minute Maid Park di Houston proprio contro i Toronto Blue Jays, terminando con 8 strikeout in 4.1 inning, concedendo una sola valida.
Nei playoff 2017, Musgrove apparve in sette partite, quattro delle quali nelle World Series. In gara 5 lanciò 5 inning, concedendo 3 valide e 3 punti, ma risultando il lanciatore vincente della sfida. Houston batté i Los Angeles Dodgers per quattro gare a tre, conquistando il primo titolo in 56 anni di storia.
Il 13 gennaio 2018 Musgrove fu scambiato con i Pittsburgh Pirates, (assieme ai giocatori Michael Feliz, Colin Moran e Jason Martin) per Gerrit Cole.
Il 19 gennaio 2021, i Pirates scambiarono Musgrove con i San Diego Padres in uno scambio che coinvolse tre squadre, ottenendo David Bednar e i giocatori di minor league Omar Cruz, Drake Fellows, Hudson Head e Endy Rodriguez dai Padres, e Joey Lucchesi dai Mets.

## Palmarès

### Club
- World Series: 1

Houston Astros: 2017

### Individuale
- Giocatore della settimana: 1

NL: 11 aprile 2021